# Hamasaki Ayumi
Ayumi Hamasaki (浜崎あゆみ hay 浜崎歩 Tân Khi Bộ) sinh ngày 2 tháng 10 năm 1978, là một nữ ca sĩ, nhạc sĩ và cũng là một diễn viên, Ayumi được gọi với tên Ayu bởi các fan hâm mộ của mình, ngoài ra cô còn có một bút danh dùng khi sáng tác nhạc nữa là CREA, tên của một con cún đang nuôi ở nhà. Ca khúc Depend on you của cô được khán giả trẻ Việt Nam biết đến với phiên bản lời Việt mang tên Ban mai tình yêu do Mỹ Tâm trình bày.
Cô được phong tặng "nữ hoàng nhạc Pop" cùng với sự nổi tiếng của mình tại quê hương Nhật Bản. Sinh ra và lớn lên tại Fukuoka, cô bắt đầu sống tại Tokyo khi lên 14 tuổi để tiếp tục sự nghiệp trong ngành giải trí của mình. Vào năm 1998, dưới sự giám hộ của một nhà thâu âm Max Matsuura thuộc công ty Avex CEO, cô bắt đầu xuất bản một loạt các bài hát đơn giản trong Album đầu tay của mình vào năm 1999 mang tên "A Song for XX". Liền sau đó album này đã chiếm hạng nhất trên bảng xếp hạng Oricon và giữ vững vị trí trong 4 tuần lễ tiếp theo. Album "A Song for XX" được bán đến 548.210 bản và tạo nên sự nổi tiếng của Hamasaki Ayumi tại Nhật Bản.
Với sự thay đổi liên tục hình ảnh và ra sức củng cố tài năng âm nhạc của mình, sự nổi tiếng của Ayumi vượt ra ngoài cả châu Á, tận Bắc Mĩ và châu Âu. Âm nhạc và thời trang của cô cũng lan rộng đến các nước như Trung Quốc, Singapore và Hàn Quốc. Ayumi cùng các bài hát của mình xuất hiện ngày càng nhiều trong quảng cáo và các chương trình truyền hình thương mại. Ayumi đã dồn hết tài năng và sự nổi tiếng của mình vào mục đích thương mại, nhưng sau đó cô đã chuyển hướng mình khỏi sự thương mại hóa bằng cách phủ nhận địa vị của mình tại công ty Avex như là một sản phẩm thương mại.
Bài hát với tựa đề "Poker Face" trong album đầu tay của cô bán ra được 50 triệu bản trong nước Nhật và xếp hạng vào các bài hát bán chạy nhất của cô trong nước. Như một nữ ca sĩ, cô nắm giữ hầu hết các vị trí cao nhất trong các bảng xếp hạng và danh sách các nữ ca sĩ có doanh thu cao nhất trong nước. Từ năm 1999 đến 2008, hằng năm Ayumi đều có ít nhất một đĩa đơn đứng vị trí hàng đầu trong các bảng xếp hạng. Cô cũng là một nữ ca sĩ đầu tiên có 8 album ca nhạc bán chạy nhất đứng hàng đầu trên bảng xếp hạng Oricon.

## Cuộc đời và sự nghiệp âm nhạc

### Thời thơ ấu và những nỗ lực ban đầu
Ayu được sinh ra ở quận Fukuoka, con nuôi lớn bởi mẹ và bà. Khi Ayu được 3 tuổi thì cha đã đột ngột bỏ 2 mẹ con và không liên lạc gì từ đó. Trong khi mẹ đi làm suốt, bà đã trở thành người coi sóc Ayu. Ayumi bắt đầu sự nghiệp người mẫu cho các công ty ở địa phương từ năm lên 7 để kiếm thêm tiền phụ giúp gia đình. Tuổi thơ của Ayumi bị mất mát rất nhiều tại một đất nước vốn xem gia đình là hạt nhân của xã hội, nhưng cô không cảm nhận được sự mất mát đó. "Nếu có mất thì mẹ tôi mất chứ không phải tôi. Tôi không hiểu rõ nỗi khổ của sự cô đơn cho đến khi tôi đến Tokyo" - Ayumi hồi tưởng. Học hết trung học cơ sở, Ayumi rời Fukuoka, đến Tokyo một mình để học tiếp cấp 3 tại ngôi trường mà hai ngôi sao của Nhật là Fukada Kyoko và Kato Ai theo học. Tại đây, Ayu tiếp tục làm người mẫu và nhận một số vai diễn trong phim truyền hình như Miseinen, một số phim có kinh phí thấp Gakko II, Ladys Ladys! !Soucho Saigo no Hi và đã không được thành công cho lắm với những nỗ lực này: Cô ấy bị cho rằng quá thấp để làm người mẫu (do người hướng dẫn của Ayu nhận xét), và những gì cô ấy đã làm chưa được công chúng đón nhận nồng nhiệt. Mặc dù Ayu thường xuyên đạt thành tích tốt trong học tập, nhưng Ayu đã đi đến quyết định cuối là những môn mà mình theo học chẳng giúp ích gì được cho mình cả, do đó Ayu xuống hạng trầm trọng, và trở nên lơ là trong việc học.
Khi sự nghiệp người mẫu và diễn xuất của Ayu gặt hái chút thành công. Người hướng dẫn của Ayu quyết định thay đổi hình tượng Ayu thành một ca sĩ. Khởi đầu ở môi trường âm nhạc chuyên nghiệp của Ayu là lĩnh vực Rap. Tháng 12 năm 1995, Album đầu của Ayu Nothing from Nothing dưới nhãn Nippon Columbia được phát hành. Nhưng Album đã không lọt vào bảng Oricon và Nippon Columbia đã bỏ rơi Ayu. Không lâu sau đó, Ayu đã bỏ trường trung học; không việc làm, Ayu bỏ nhiều thời gian đi shop mua sắm quần áo ở Shibuya và đi nhảy ở câu lạc bộ Disco Velfarre (Avex là chủ câu lạc bộ này)
Và cái đêm định mệnh ấy đã đến khi một người bạn làm việc tại hộp đêm mời Ayumi đi hát karaoke đã làm thay đổi cuộc đời của Ayumi. Nghe Ayu hát, Masato Matsuura - người tự giới thiệu với Ayu là nhà sản xuất nhạc, đi cùng với bạn của Ayumi – đã thực sự sửng sốt. Ayumi hồi tưởng: "Tôi chưa bao giờ nghe đến công ty Avex. Khi Matsuura hỏi tôi có muốn trở thành ca sĩ hay không, tôi đã trả lời 'không đời nào' vì nhìn ông ta chẳng có vẻ gì có thể tin tưởng được... Bạn biết đấy, đã có rất nhiều cô gái bị dụ dỗ theo cách như thế này..." Hơn một năm sau đó, Matsuura đã kiên trì đi theo thuyết phục Ayumi. Cuối cùng thì Ayumi đã đồng ý sẽ theo học một lớp dạy hát vì "Lúc đó, tôi chẳng có việc gì khá hơn để làm". Thế nhưng, giáo viên quá nghiêm khắc và lớp học quá tẻ nhạt làm Ayumi chẳng cảm thấy thú vị và cô thường xuyên bỏ học. "Tôi có cảm giác như mình lại trở về với trường học. Ở đâu có những quy định khắt khe là tôi không thể nào chịu nổi" - Ayumi thú nhận với Matsuura. Thay vì nổi giận và xoá tên Ayumi thì Matsuura đã đề nghị cô sang New York để được đào tạo chuyên nghiệp. "Tôi nghĩ rằng đó chỉ là một lời nói đùa". Năm đó Ayumi chỉ vừa mới 17 tuổi. Và cô đã lên đường sang New York, sống trong một khách sạn, và hàng ngày đi học hát tại trường cách khách sạn không xa lắm. Thời gian sống thoải mái ở đây đã làm Ayumi cảm thấy rất thoải mái vì không chịu một sức ép nào cả. Sau 3 tháng, kết thúc khoá học, Ayumi quay trở về Nhật Bản. Do tính thẳng thắn và khá nóng nảy, Ayumi gặp khó khăn trong vấn đề nói lên suy nghĩ của mình, nên Ayumi thường trao đổi với Matsuura qua thư từ. Nhận ra lời văn của Ayumi rất hay, có thể biến thành những ca từ xúc động trong bài hát nên Matsuura đã đưa ra đề nghị Ayumi hãy thử viết nhạc. Ý tưởng bày tỏ cảm xúc tình cảm, gửi gấm tâm tư, suy nghĩ qua các ca khúc đã ám ảnh Ayumi. "Trước đây chưa từng có ai yêu cầu hoặc mong chờ ở tôi điều gì" – Ayumi nói. Ayumi nói với Matsuura: "Senmu (giám đốc điều hành) tôi không làm được điều này!" Matsuura rất tức giận, nhưng ông không mắng mà còn động viên Ayumi rằng cô sẽ làm được, và sẽ chiến thắng. Lòng tin của ông làm cho Ayumi cố gắng hơn. "Ông ấy là người đã phát hiện ra tôi và 'biến' tôi thành một vì sao" Và sự nghiệp của Matsuura có thể cũng sẽ tắt ngấm trong đêm nếu như vì sao đó không chói sáng trong đêm.
Hai singles đầu tiên của Ayumi: Poker Face (phát hành ngày 8 tháng 4 năm 1998) và You (10 tháng 6 năm 1998) lọt vào vị trí số 20 trên bảng xếp hạng. Bốn bài kế tiếp: Trust (5 tháng 8 năm 1998), For my dear (7 tháng 10 năm 1998), Depend on you (9 tháng 12 năm 1998) và Whatever (10 tháng 2 năm 1999) lần lượt có chỗ đứng trong Top 10. Và đột phá bắt đầu khi single Love Destiny (14 tháng 4 năm 1999) leo lên chiếm ngôi vị số 1 suốt nhiều tuần liền. Kể từ đó, bất cứ single hay album nào của Ayumi cũng đều chiếm một trong 3 thứ hạng cao nhất chỉ sau vài tuần lọt vào bảng xếp hạng Oricon Global Entertainment (một phiên bản giống như Billboard của Nhật Bản). Và từ đó một nữ hoàng nhạc pop đã được ra đời.

## Tác phẩm

### Album phòng thu nguyên bản
- [1999.01.01] A Song for XX #1
- [1999.11.10] LOVEppears #1
- [2000.09.27] Duty #1
- [2002.01.01] I am... #1
- [2002.12.18] RAINBOW #1
- [2004.12.15] MY STORY #1
- [2006.01.01] (miss) understood #1
- [2006.11.29] Secret #1
- [2008.01.01] GUILTY #2
- [2009.03.25] NEXT LEVEL #1
- [2010.04.14] Rock 'N' Roll Circus #1
- [2010.12.22] Love Songs #1
- [2012.03.21] Party Queen #2
- [2013.02.08] Love Again #1
- [2014.06.18] Colours #5
- [2015.04.08] A One #4
- [2016.06.29] M(a)de in Japan #2

### Album khác
Album mini
- [1995.12.01] NOTHING FROM NOTHING (Pre-Avex)
- [2003.12.17] Memorial address
- [2011.08.31] Five
- [2012.11.08] Love
- [2012.12.08] Again
- [2015.08.05] Sixxxxxx

Album biên soạn
- [2001.03.28] A Best
- [2003.03.12] A Ballads
- [2007.02.28] A Best 2 -White-
- [2007.02.28] A Best 2 -Black-
- [2008.09.10] A COMPLETE ~ALL SINGLES~
- [2012.08.08] A Summer Best
- [2014.03.12] Countdown Live 2013–2014 A Vol. 1
- [2014.03.12] Countdown Live 2013–2014 A Vol. 2
- [2014.11.26] Winter Ballad Selection

### Đĩa đơn
- [1995.09.21] NOTHING FROM NOTHING (Pre-Avex) #200
- [1998.04.08] poker face #20
- [1998.06.10] YOU #20
- [1998.08.05] Trust #9
- [1998.10.07] For My Dear... #9
- [1998.12.09] Depend on you #6
- [1999.02.10] WHATEVER #5
- [1999.04.14] LOVE ~Destiny~ #1
- [1999.05.12] TO BE #4
- [1999.07.14] Boys & Girls #1
- [1999.08.11] A #1
- [1999.11.10] appears #2
- [1999.12.08] kanariya #1
- [2000.02.09] Fly high #3
- [2000.04.26] vogue #3
- [2000.05.17] Far away #2
- [2000.06.07] SEASONS #1
- [2000.09.27] SURREAL #1
- [2000.11.01] AUDIENCE #2
- [2000.12.13] M #1
- [2001.01.31] evolution #1
- [2001.03.07] NEVER EVER #1
- [2001.05.16] Endless sorrow #1
- [2001.07.11] UNITE! #1
- [2001.09.27] Dearest #1
- [2002.03.06] Daybreak #2
- [2002.04.24] Free & Easy #1
- [2002.07.24] H #1
- [2002.09.26] Voyage #1
- [2003.07.09] & #1
- [2003.08.20] forgiveness #1
- [2003.11.06] No way to say #1
- [2004.03.31] Moments #1
- [2004.07.28] INSPIRE #1
- [2004.09.29] CAROLS #1
- [2005.04.20] STEP you/is this LOVE? #1
- [2005.08.03] fairyland #1
- [2005.09.14] HEAVEN #1
- [2005.11.30] Bold & Delicious/Pride #1
- [2006.03.08] Startin'/Born To Be... #1
- [2006.06.21] BLUE BIRD #1
- [2007.07.18] glitter/fated #1
- [2007.09.19] talkin' 2 myself #1
- [2008.04.08] Mirrorcle World #1
- [2008.12.17) Days/GREEN #1
- [2009.02.25] Rule/Sparkle #1
- [2009.08.12] Sunrise / Sunset ～LOVE is ALL～ #1
- [2009.12.29] You were... / BALLAD
- [2010.07.14] MOON/blossom #1
- [2010.09.22] crossroad #1
- [2010.09.29] L #1
- [2013.12.25] Feel the love/Merry-go-round #5
- [2014.10.01] Terminal #24
- [2014.12.24] Zutto.../Last minute/Walk #5

### Đĩa đơn kĩ thuật số
- [2007.12.05] Together When...
- [2012.02.08] how beautiful you are
- [2015.07.01] Step by step
- [2016.09.30] We are the QUEENS

### Đĩa đơn khác
- [2000.11.15] the other side ONE: Hex Hector
- [2001.01.31] The other side TWO: Junior Vasquez
- [2001.02.28] poker face (re-release)
- [2001.02.28] YOU (re-release)
- [2001.02.28] Trust (re-release)
- [2001.02.28] For My Dear... (re-release)
- [2001.02.28] Depend on you (re-release)
- [2001.02.28] WHATEVER (re-release)
- [2001.02.28] LOVE ~Destiny~ (re-release)
- [2001.02.28] TO BE (re-release)
- [2001.11.21] Excerpts from ayu-mi-x III: 001
- [2001.12.13] Excerpts from ayu-mi-x III: 002
- [2001.12.13] Excerpts from ayu-mi-x III: 003
- [2001.12.13] Excerpts from ayu-mi-x III: 004
- [2001.12.26] Excerpts from ayu-mi-x III: 005
- [2001.12.26] Excerpts from ayu-mi-x III: 006
- [2002.10.xx] M (re-release)
- [2002.11.07] H (re-release)

Single ở Đức
- [2005.04.18] appears
- [2002.12.15] Connected (Lightning)
- [2002.09.27] Naturally
- [2003.04.07] Connected
- [2004.03.08] Depend on you
- [2004.10.03] M
- [2005.11.27] UNITE!

### Album phối lại
- [1999.03.17] ayu-mi-x
- [2000.02.16] SUPER EUROBEAT PRESENTS ayu-ro-mix
- [2000.03.08] ayu-mi-x II version US&EU
- [2000.03.08] ayu-mi-x II version JPN
- [2000.03.08] ayu-mi-x II version Acoustic Orchestra
- [2000.03.29] ayu-mi-x II version Non-Stop Mega Mix
- [2001.02.28] ayu-mi-x III Acoustic Orchestra
- [2001.02.28] ayu-mi-x III Non-Stop Mega Mix
- [2001.09.27] Cyber TRANCE presents ayu trance
- [2001.09.28] SUPER EUROBEAT presents ayu-ro mix 2
- [2002.03.20] ayu-mi-x 4 - selection Acoustic Orchestra Version
- [2002.03.20] ayu-mi-x 4 - selection Non-Stop Mega Mix Version
- [2002.09.26] Cyber Trance presents ayu trance 2
- [2003.09.30] RMX Works from ayu-mi-x 5 non-stop mega mix
- [2003.09.30] RMX Works from Cyber Trance presents ayu trance 3
- [2003.09.30] RMX Works from Super Eurobeat presents ayu-ro mix 3
- [2005.03.24] MY STORY Classical
- [2008.03.26] ayu-mi-x 6 -GOLD-
- [2008.03.26] ayu-mi-x 6 -SILVER-
- [2011.04.20] ayu-mi-x 7 -version HOUSE-
- [2011.04.20] ayu-mi-x 7 -version Acoustic Orchestra-
- [2011.04.20] ayu-mi-x 7 presents ayu trance 4
- [2011.04.20] ayu-mi-x 7 presents ayu-ro mix 4
- [2011.04.20] ayu-mi-x 7 -LIMITED COMPLETE BOX SET-
- [2013.01.08] A Classical
- [2015.01.28] LOVE CLASSICS
- [2015.12.23] Winter diary ~A7 Classical~

### Vinyl
Vinyl ở Nhật
- [1999.06.05] Depend on you
- [1999.06.19] A Song for XX
- [1999.06.19] from your letter
- [1999.06.19] poker face
- [1999.06.19] SIGNAL
- [1999.07.03] Hana
- [1999.07.03] POWDER SNOW
- [1999.07.03] Trust
- [1999.07.03] Wishing
- [1999.07.17] As if...
- [1999.07.17] FRIEND II
- [1999.07.17] Two of us
- [1999.07.17] YOU
- [1999.xx.xx] Boys & Girls
- [1999.10.06] A (side NYC Vinyl)
- [1999.10.06] A (side TYO Vinyl)

Vinyl ở Bắc Mĩ
- [1999.xx.xx] Boys & Girls
- [2001.05.27] appears
- [2001.06.12] kanariya
- [2001.08.12] Duty
- [2001.08.12] evolution
- [2001.09.16] M
- [2001.09.xx] Trauma
- [2001.10.xx] monochrome
- [2001.xx.xx] too late
- [2001.xx.xx] Boys & Girls

Vinyl ở Đức
- [2002.11.15] Connected (Part 1)
- [2003.02.29] Connected (The Remixes
- [2003.09.06] M (Part 1)
- [2003.09.26] M (Part 2)
- [2003.11.02] M (Part 3)
- [2004.01.16] Depend on you Svenson & Gielen remixes
- [2004.02.26] Depend on you (Part 2)
- [2004.09.02] Naturally (Part 1)
- [2004.09.16] Naturally (Part 2)
- [2005.02.17] appears Armin van Buuren Remixes
- [2005.10.04] appears The Remixes
- [2005.10.21] UNITE! (Part 1)
- [2005.10.24] UNITE! (Part 2)

Vinyl quốc tế
- [2002.06.12] Connected (Vinyl Bỉ)
- [2004.05.05] M (Vinyl Tây Ban Nha)

### Hợp tác với ca sĩ khác
- [1998.11.26] avex 10th Anniversary Presents avex THE ALBUM (#4 "A" (m.c.A.T and Hamasaki Ayumi))
- [1999.04.24] Tsunku - "LOVE ~Dakiatte~" (#2 "LOVE ~since 1999~" (Hamasaki Ayumi & Tsunku))
- [2001.12.12] Hamasaki Ayumi + KEIKO - "a song is born" #1
- [2002.01.23] Various Artists Featuring songnation|VARIOUS ARTISTS FEATURING song+nation (#1 a song is born Hamasaki Ayumi + KEIKO)
- [2002.03.06] song-nation2 trance (#1 a song is born (tatsumaki remix))
- [2002.05.29] The Japan Gold Disc Award 2002 (#8 a song is born)
- [2003.08.06] Various Artists Space Drive Route 1
- [2004.09.20] J-pop Meets Classics Harmony - Ayumi Hamasaki (Warsaw Philharmonic and Janacek Philharmonic Orchestra)

### DVD/VHS
- [1995.09.15] Ayumi Hamasaki - Idol Promotional Model Video
- [1999.09.15] A Film for XX
- [2000.02.23] A Clips
- [2000.03.29] ayumi hamasaki
- [2000.09.13] Concert Tour 2000 (vol.1)
- [2000.09.13] Concert Tour 2000 (vol.2)
- [2001.06.20] ayumi hamasaki countdown live 2000-2001 A
- [2001.11.11] ayumi hamasaki DOME TOUR 2001 A
- [2003.01.29] ayumi hamasaki COUNTDOWN LIVE 2001-2002 A
- [2003.01.29] ayumi hamasaki ARENA TOUR 2002 A
- [2003.01.29] ayumi hamasaki STADIUM TOUR 2002 A
- [2003.01.29] ayumi hamasaki COUNTDOWN LIVE 2002-2003 A
- [2003.01.29] Complete Live Box Set
- [2004.01.09] a-nation '03 summer festival(có sự tham gia của ourselves, Greatful days, HANABI ~episode II~ and July 1st)
- [2004.02.25] A museum ~30th single collection live~
- [2004.02.25] Complete Clip Box
- [2004.06.xx] The MTV Super Dry Live (có sự tham gia của ourselves)
- [2004.09.29] ayumi hamasaki ARENA TOUR 2003~2004 A
- [2004.11.30] a-nation '04 summer festival (có sự tham gia của INSPIRE, HANABI, Boys & Girls and July 1st)
- [2005.03.02] ayumi hamasaki COUNTDOWN LIVE 2004-2005 A
- [2004.08.24] ayumi hamasaki ARENA TOUR 2005 A ~MY STORY~
- [2005.10.26] a-nation '05 Best Hit Live|a-nation '05 BEST HIT LIVE (có sự tham gia của STEP you, HANABI and Flower Garden)
- [2006.03.23] ayumi hamasaki COUNTDOWN LIVE 2005-2006 A
- [2006.11.01] ayumi hamasaki ARENA TOUR 2006 A ~(miss)understood~
- [2006.11.08] a-nation '06 BEST HIT LIVE (có sự tham gia của Startin', Boys & Girls, evolution and BLUE BIRD)
- [2007.11.07] a-nation '07 BEST HIT LIVE (có sự tham gia của 1 LOVE, fated, and glitter)
- [2008.02.22] ayumi hamasaki ASIA TOUR 2007: You And Me
- [2008.06.18] ayumi hamasaki COUNTDOWN LIVE 2007-2008 Anniversary

### Phim
- [1995.??.??] Sumomomomomo (すももももも)
- [1995.??.??] Nagisa no Shindobaddo (Like Grains of Sand)
- [2000.04.01] Ladies Ladies! Soucho Saigo no hi
- [2000.??.??] hamasaki ayumi (Re-issues)
- [2002.11.13] Tsuki ni Shizumu (月に沈む; Sinking into the Moon)

### Trò chơi
- [2001.12.13] A Visual Mix (Play Station)
- [2002.03.29] A TYPE (PC)

### Hợp tác với ca sĩ khác
- [1998.11.26] avex 10th Anniversary Presents avex THE ALBUM (#4 "A" (m.c.A.T and Hamasaki Ayumi))

## Giải thưởng & Kỉ lục
| Years | Awards and Records |
| ----- | --- |
| 1998  | - Japan Gold Disc Awards- Best New Artist - Japan Gold Disc Awards- Pop Album of the Year — A Song for ×× |
| 1999  | - All Japan Request Awards- Grand Prix |
| 2000  | - Japan Gold Disc Awards- Pop Album of the Year — Loveppears - Japan Gold Disc Awards- Song of the Year — A - The Japan Record Awards- Best Album — Duty - The Japan Record Awards- Gold Prize — Seasons |
| 2001  | - Japan Gold Disc Awards- Song of the Year — (M, Seasons) - Japan Gold Disc Awards- Pop Album of the Year — Duty - Japan Gold Disc Awards- Artist of the Year - Japan Cable Award- Grand Prix - The Japan Record Awards- Gold Prize — Dearest - The Japan Record Awards- The Award — Dearest - MTV Japan Video Music Awards- Best Female Artist - MTV World Music Awards- Best Japanese Pop/Rock Artist - MTV World Music Awards- World's Best-Selling Asian Artist - 130 million people choose best artist award – Best artist |
| 2002  | - MTV Asia Awards- Best Female Artist Award - MTV Asia Awards- Most Influential Japanese Artist In Asia (special award) - Japan Gold Disc Awards- Pop Album of the Year — (A BEST, I am...) - Japan Gold Disc Awards- Artist of the Year - Japan Cable Award- Grand Prix - The Japan Record Awards- Gold Prize — Voyage - The Japan Record Awards- The Award — Voyage - Oricon Awards- Best selling remix album of the year (Super Eurobeat presents Ayu-ro mix) - All Japan Request Awards- Grand Prix - 130 million people choose best artist award – Best artist - Un-sorted- All Japan Request Award |
| 2003  | - MTV Japan Video Music Awards- Best Female Video — Because of You - MTV Japan Video Music Awards- Best Pop Video — No way to say - MTV Japan Video Music Awards- Best Live Performance Presented by Asahi Super Dry - Japan Gold Disc Awards- Song of the Year — (Free & Easy, H, Voyage) - Japan Gold Disc Awards- Rock/Pop Album of the Year — (Rainbow) - The Japan Record Awards- Gold Prize — No way to say - The Japan Record Awards- The Award — No way to say - 130 million people choose best artist award – Best artist - All Japan Request Awards- Grand Prix - World Music Awards- Best Japanese Pop/Rock Artist - Oricon Chart Awards- Best Selling Album Title Award - Oricon Chart Awards- Best Hit Award |
| 2004  | - Hito Awards Taiwan – Best foreign Artist - Hito Awards Japan – Moments - Japan Gold Disc Awards- Rock/Pop Album of the Year — (A BALLADS, &, Memorial address) - 130 million people choose best artist award – Best artist |
| 2005  | - 130 million people choose best artist award – Best artist - Hito Awards Taiwan – Best foreign Artist - Hito Awards Japan – my name's Women - Japan Gold Disc Awards- Song of the Year — (Moments, Inspire) - Musicnet Awards – Best Album (My Story) - Best Selling solo and female Japanese Artist Awards (Worldwide Award) |
| 2006  | - No. 2 ranking for Total Female Artist Album Sales - No. 1 ranking for Total Female Artist Single Sales (more than 20.000.000 single copies) - Musicnet Awards – Best Artist - Musicnet Awards – Best Album (miss) understood - Musicnet Awards – Best Single (Heaven) - Musicnet Awards – Best Concert Video (Arena Tour 2005 ~My Story~) - 130 million people choose best artist award – Best artist - The Japanese artist with all Original Albums ranked no.1 consecutively from Debut Album |
| 2007  | - 4th Best Selling Japanese Artist in history - Best Selling Japanese Female Artist in history - First female solo artist in 36 years who have simultaneously occupied the top two positions at the album chart - Record: The only artist to hold onto both the number-one and number-two positions at the United World Chart (album) - Record: Best Selling Female & Solo Japanese Artist in history - Record: Only female and solo artist with 30 number-one singles - Record: Only female and solo artist with 40 TOP 10 singles - Japan Gold Disc Awards - Rock/Pop Album of the Year - ((miss)understood, Secret) - Japan Gold Disc Awards - Million Sales Album Artist Card - (miss)understood - RTHK International Awards - Best Japanese Song of the Year - Secret - No. 1 ranking in the voting for 'Koisora' Movie theme song - Hito Awards Taiwan – Best foreign Artist of 2007 |